# Pagórek (Basses-Carpates)
Pour les articles homonymes, voir Pagórek.
Pagórek est une localité polonaise de la gmina de Dębowiec, située dans le powiat de Jasło en voïvodie des Basses-Carpates.